# Hang Me Up to Dry
«Hang Me Up to Dry» —en español: «Me cuelgue para secar»— es una canción de la banda de indie rock estadounidense Cold War Kids, tomada de su álbum debut Robbers & Cowards. Fue lanzado como sencillo el 29 de enero de 2007 por V2 Records, alcanzando el #57 en el Reino Unido. La canción se relanzó (usando el mismo número de catálogo y lista de canciones), el 9 de julio de 2007, pero no pudo romper de nuevo en el chart. Líricamente, la canción cuenta una historia acerca de una «relación unilateral» y utiliza la acción de colgar la ropa mojada en un tendedero como una metáfora de la relación. Fue votado como #8 en Triple J Hottest 100 2007 junto con «Hospital Beds», que fue votado como el #37.

## Video musical
Dirigido por The Malloys, el vídeo se reproduce como un cine experimental donde su tiro en shows en blanco y negro y compuesto por las cotizaciones de revisión de cine y premios del festival.

## En la cultura popular
- La canción fue versionada por la británica Kate Nash.
- La canción fue utilizada en el episodio piloto de la serie de The CW Gossip Girl.
- La canción fue utilizada en el episodio de la cuarta temporada «Charlie No Surf» de la serie de CBS Numb3rs.
- USA Network utilizó la pista en la promoción de la segunda mitad de la tercera temporada de Burn Notice.
- La canción es una canción jugable en el videojuego de música de 2009 Band Hero.
- La canción fue utilizada en la segunda temporada del episodio «Multiple Choices» de la serie de The CW 90210.

## Lista de canciones
- CD single (Reino Unido)[1]

1. «Hang Me Up to Dry» – 3:40
2. «Every Valley Is Not A Lake» – 3:23
3. «Well Well Well» – 4:09
4. «Heavy Boots» – 4:14

- Vinilo de 7" (Reino Unido)[2]

Lado A
1. «Hang Me Up to Dry» – 3:40

Lado B
1. «Every Valley Is Not A Lake» – 3:23

## Posicionamiento en litas
| Listas (2007)                         | Mejor posición |
| ------------------------------------- | -------------- |
| US Bubbling Under Hot 100 (Billboard) | 22             |
| Estados Unidos (Alternative Airplay)  | 26             |
| Reino Unido (UK Singles Chart)        | 57             |